# 五角化截半二十面體
在幾何學中，五角化截半二十面體是一種凸多面體，屬於康威多面體，有80個三角面，120個邊和42個頂點。乍看之下像是由正三角形組成，但實際上正三角形面只有二十个，其余的60个三角形面都是由等腰三角形所組成
這是一種康威多面體，其對偶是截角菱形三十面體